# Bolsa de Bielsa
La batalla de la Bolsa de Bielsa (a veces, simplemente denominada Bolsa de Bielsa) fue un enfrentamiento bélico acontecido entre abril y junio de 1938 en el Alto Aragón, Huesca, durante la guerra civil española. La ofensiva rebelde de marzo de 1938 provocó el hundimiento del frente de Huesca, mientras que en los valles pirenaicos la 43.ª División del Ejército Popular, a cuyo frente se hallaba el mayor de milicias Antonio Beltrán Casaña conocido como "El Esquinazau", mantenía una resistencia férrea contra la III División Navarra del general Iruretagoyena.

## El hundimiento del frente de Aragón
A finales de marzo la resistencia se tornó insostenible y Beltrán (que se había hecho cargo de la división) organizó la retirada de manera sostenida y ordenada lo que ralentizó el avance de los navarros que por el contrario, avanzaban de manera imparable en el sur, lo que facilitó que la 43.ª División quedara copada en la cabecera de los ríos Cinca y Cinqueta. Entre el 28 de marzo y el 6 de abril los republicanos se retiran del Valle del Ara destruyendo todos los puentes e infraestructuras que pudieran ayudar al enemigo en su avance. El 4 de abril cayeron Torla y Broto mientras que ese mismo día se sostenían fuertes combates en las cercanías de Fiscal. Finalmente el 6 de abril la Compañía de Esquiadores nacional fue literalmente aniquilada en una emboscada en Fanlo lo que provocó el parón en seco del avance franquista. Hacia el 14 de abril quedaba constituida la Bolsa de Bielsa.

## Cerco y resistencia republicana
Decidido a resistir, el Esquinazau apenas contaba con unos 7000 hombres y 4 cañones frente a una fuerza enemiga de 14 000 soldados y 30 cañones que contaba además con una superioridad aérea incontestable. A pesar de la diferencia de fuerzas, las dificultades del terreno, el tesón republicano y las dificultades meteorológicas permitieron la resistencia. La ofensiva nacional fue definitivamente detenida en la zona debido a la derrota sufrida por estos en el frente Laspuña-Escalona a finales de abril de 1938.
El frente quedó definido por el Macizo de las Tres Sorores y Circo de Gurrundué en el Oeste, cubierto por la 130.ª Brigada Mixta, Tella y Escalona cubierta por la 72.ª Brigada y el Valle de Gistaín cubierto por la 102.ª Brigada. A partir de allí y a pesar de los combates, bombardeos y el aislamiento, la desgastada división republicana consiguió resistir hasta que a finales de mayo se hizo evidente que no iban a poder enfrentarse a la renovada ofensiva nacional. Se evacuó a unos 4.000 civiles que permanecían en la zona y las brigadas mixtas republicanas iniciaron una lenta y ordenada retirada hacia la frontera francesa. La noche del 15 al 16 de junio, las últimas tropas republicanas cruzaron por el Puerto Viejo (aún bajo la nieve en abril), en el camino de Aragnouet, después de dos meses de resistencia:

En la madrugada del 16 de junio de 1938, todas las fuerzas de la 43.ª División había cruzado la frontera francesa con su equipo. La resistencia de los republicanos se ha terminado en el Pirineo Aragonés
Antonio Beltrán

## Bombardeos aéreos franquistas sobre el pueblo de Bielsa

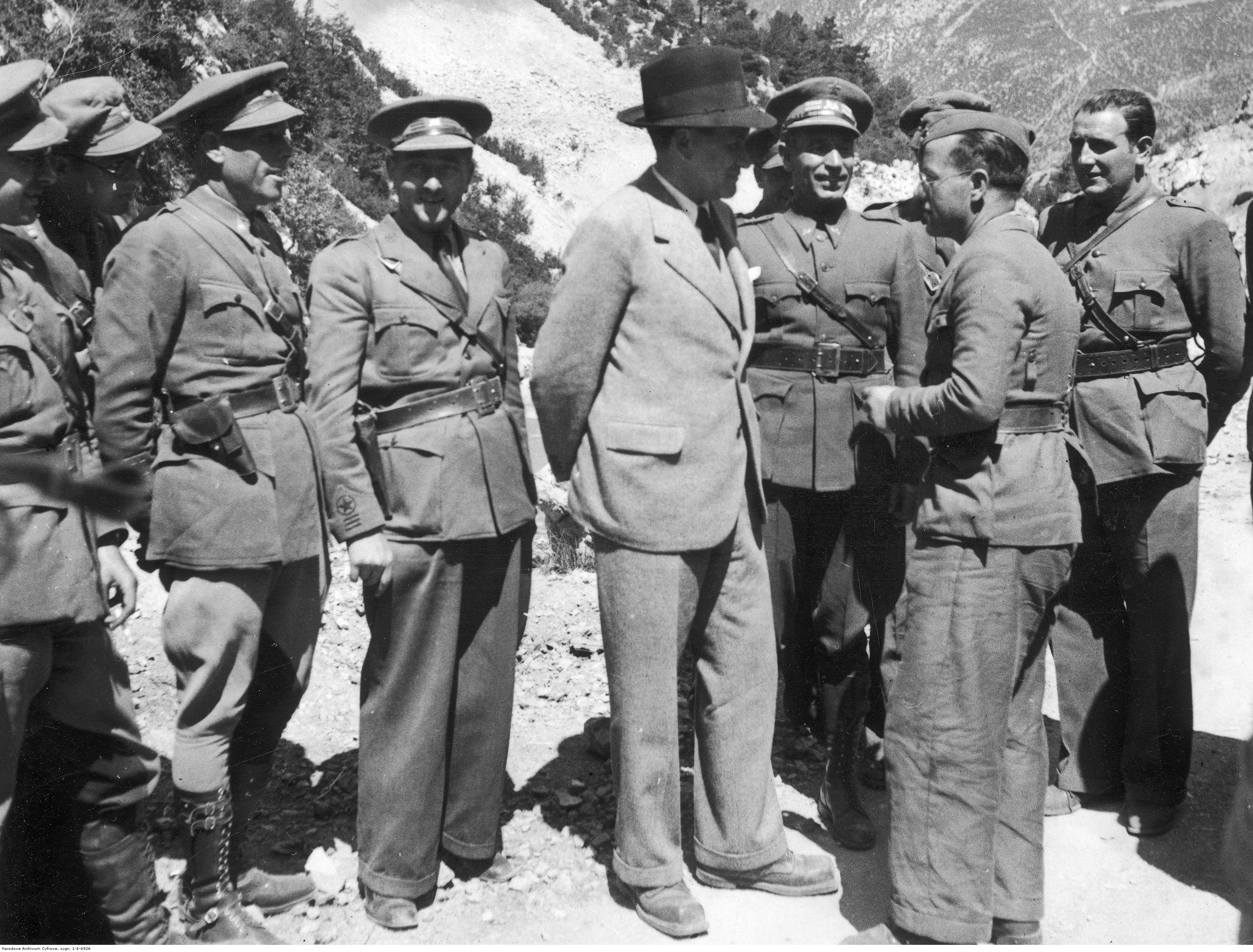
El ministro Manuel de Irujo visita la Bolsa de Bielsa (junio de 1938). Beltrán es el 3.º por la derecha, junto a Irujo.

Mientras tuvo lugar la resistencia republicana en Bielsa, las fuerzas franquistas lanzaron numerosos ataques aéreos. El 12 de mayo de 1938 varios cazas Romeo Ro.37 del Grupo 4-G-12 bombardearon Bielsa. El 31 de mayo tiene lugar un nuevo ataque, esta vez llevado a cabo por bombarderos ligeros Heinkel He 46 «Pavas» del Grupo 6-G-15, que bombardearon Bielsa y Pineta. El 7 de junio siete bombarderos Savoia SM. 79 de la 1.ª Brigada Aérea Hispana bombardearon Bielsa y Plan, mientras que bombarderos Junkers Ju 52 del Grupo 2-G-22 bombardearon Bielsa y Parzán. Una semana después, el día 15, nueve Heinkel He 51 del Grupo 1-G-2 bombardean con bombas incendiarias las localidades de Bielsa y Parzán.

## Significado y consecuencias
La resistencia republicana en Bielsa, totalmente aislados y sin reservas ni municiones, fue un ejemplo de heroicidad para las tropas republicanas de otros sectores. Después de las desastrosas derrotas de marzo y abril, esto constituía una fuerte inyección de moral. Una vez que la división llegó a territorio galo, el Gobierno francés organizó un referéndum entre los soldados de la División, en el que se les permitía escoger entre regresar a territorio republicano o pasarse a territorio sublevado. Sólo 411 soldados, acompañados de 5 enfermeras, escogieron la segunda opción, mientras que 6.889 soldados pasaron a Cataluña, pasando la frontera por Portbou. Este hecho constituyó un gran golpe propagandístico para el gobierno republicano, como parte de la política de Resistencia a ultranza (Resistir es Vencer) propagada por el presidente Juan Negrín.